# Sandlådan
Sandlådan är en av de tre teaterpjäser som Kent Andersson skrev tillsammans med Bengt Bratt, i samarbete med skådespelarna. Sandlådan finns även inspelad för TV i en version från 1972.